# Worskla
Die Worskla (russisch und ukrainisch Ворскла) ist ein linker Nebenfluss des Dneprs im osteuropäischen Tiefland mit einer Länge von 464 km und einem Einzugsgebiet von 14.700 km².

## Flusslauf
Sie entspringt in den westlichen Ausläufern des Mittelrussischen Rückens bei Iwnja nordwestlich der russischen Oblasthauptstadt Belgorod. Von ihrer Quelle fließt sie in südwestlicher Richtung in die Ukraine, wobei sich das rechte Ufer im Mittellauf tief in das Poltawa-Plateau einschneidet. Die Worskla mündet in der Oblast Poltawa in den zum Kamjansker Stausee aufgestauten Dnepr.
Nebenflüsse sind Worsklyzja (russ. Worskliza) und Boromlja (rechts) sowie Merla, Kolomak und Tahamlyk (links). Entlang des Flusses befinden sich mehrere Naturschutzgebiete. Der Fluss ist zwischen der Mündung und Kobeljaky schiffbar.
Größere Ortschaften an der Worskla sind Poltawa, Ochtyrka und Kobeljaky. In der Region fand 1399 die Schlacht an der Worskla stand.
An der Worskla befinden sich zwei Naturschutzgebiete – das Naturreservat Wald an der Worskla (Russland) und der Nationalpark Hetmanskij (Ukraine).